# Ahuriri Conservation Park

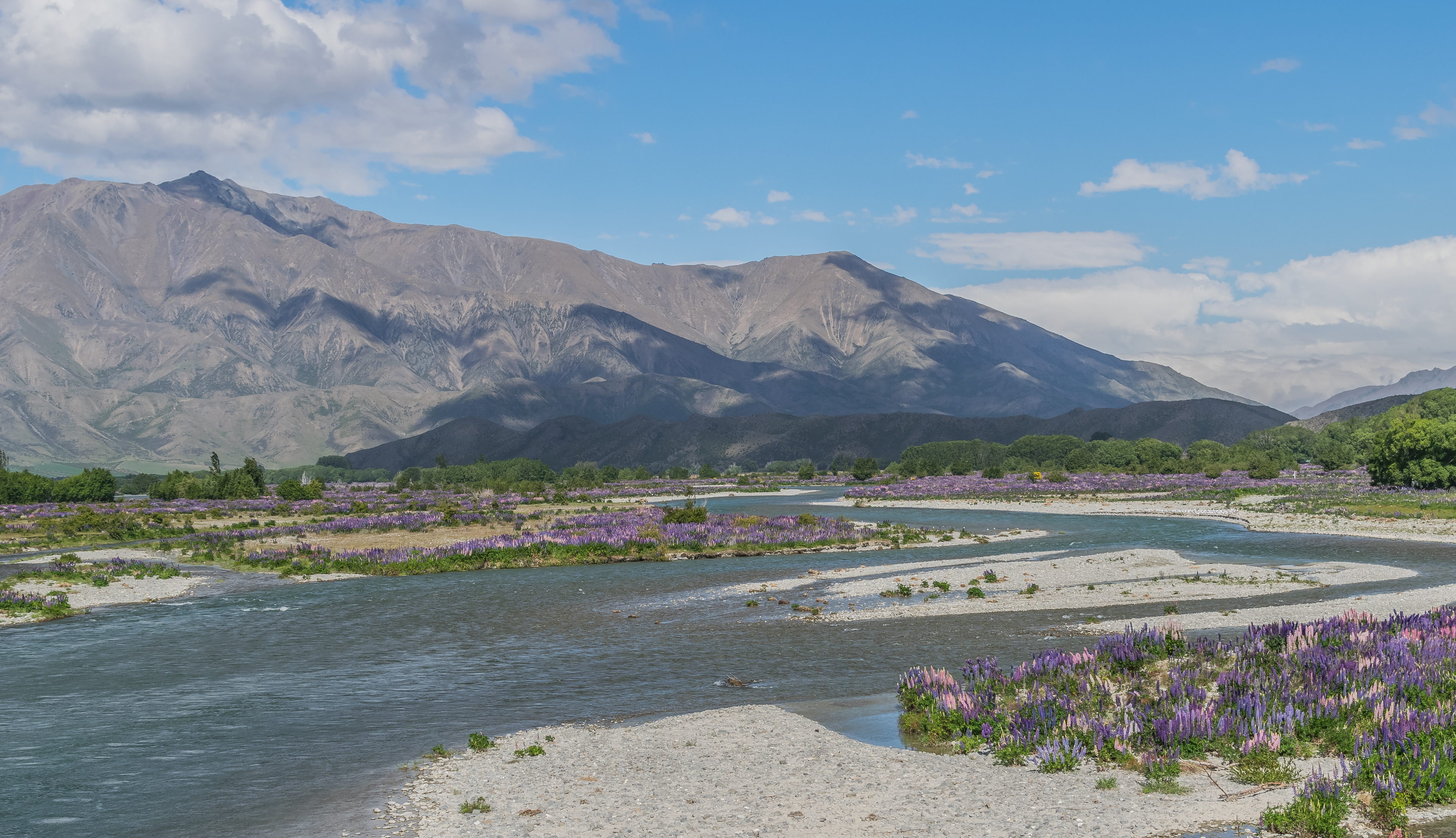
Der Fluss Ahuriri gesehen von Omarama (2017)

Der Ahuriri Conservation Park ist ein Naturschutzpark in der Region Canterbury auf der Südinsel von Neuseeland. Der Park untersteht dem Department of Conservation.

## Namensherkunft
Der Conservation Park wurde nach dem Chief der Ngāi Tahu, Tu Ahuriri benannt. Die Māori nutzten das Tal des Ahuriri River als Route zur Westküste, zum Sammeln von Pounamu.

## Geographie
Der über 49.000 Hektar große Ahuriri Conservation Park befindet sich westlich des Lake Ōhau, im östlichen Teil der Huxley Range und im südlichen sowie westlichen Teil der Barrier Range. Der Ahuriri River teilt die beiden Gebirgszüge und ist mit seinem Oberlauf Teil des Conservation Parks. Der Park erstreckt sich über eine Länge von 36 km in Nord-Süd-Richtung und miss an seiner breitesten Stelle 22 km. Westlich an den Ahuriri Conservation Park grenzt der Hāwea Conservation Park. Am südlichen Ende des Parks befindet sich noch ein kleines separates Gebiet rund um den 1713 m hohen Ben Avon, das mit zum Ahuriri Conservation Park zählt. Höchster Gipfel im Park ist der 2505 m hohe Mount Huxley, der sich an der nördlichen Grenze des Parks befindet.

## Geschichte
Ab den späten 1800er Jahren wurde das Tal des Ahuriri River von europäischen Einwandern als Farmland genutzt, ab 1873 auch die höheren Regionen. Im Jahr 2004 erwarb zum Schutz der Natur der Nature Heritage Fund das Farmland und im März 2005 wurde das Land mit der Veröffentlichung in der New Zealand Gazette der Ahuriri Conservation Park ins Leben gerufen und unter Schutz gestellt. Im Jahr 2017 gab es eine öffentliche Anhörung, in der es um eine Parkerweiterung um weitere 4808 Hektar Land ging.

## Flora und Fauna
Die Vegetation im Tal des Ahuriri River besteht aus einem Mosaik aus Feuchtgebieten, Feldern von Moos und kurzen Tussock-Grasland. An den steilen Talseiten wachsen Bergbuchen, in der Sprache der Māori Tawhai genannt. Auch scharlachrote Misteln (Pikirangi), Matagouri, Snow Tōtara und Schnee-Tussock-Grasland ist zu finden. In den Feuchtgebieten des Parks können einige dort typische Vogelarten beobachtet werden. Unter ihnen befindet sich die gefährdete Art des Schwarzer Stelzenläufer.

## Freizeitaktivitäten
Im Park sind Wandern, Mountainbikefahren, Camping und Fischen erlaubt. Mitgeführte Hunde müssen allerdings angeleint werden.